# 萨尔瓦托雷·卡鲁索
萨尔瓦托雷·卡鲁索（義大利語：Salvatore Caruso，義大利語發音：[salvaˈtoːre kaˈruːzo]；1992年12月15日—）是一位意大利已退役職業網球運動員，在2020年11月16日取得個人單打排名新高的76名，而最高雙打排名則是在2021年1月18日取得的第166名。

## 職業生涯
卡鲁索首項ATP巡迴賽和大師賽是2016年意大利网球公开赛，他取得外卡參加會內賽，但在第一輪不敵尼克·基里奧斯。2019年是他網球生涯最大進步的一年，成功在法網單打中取得大滿貫首勝並打進第三輪，之後因輸給世界第一的諾瓦克·喬科維奇而出局。一個月後的克羅地亞烏馬格網球公開賽，他擊敗世界排名14的博爾納·丘里奇，成功打進八強，並擊敗法昆多·巴尼斯殺進半決賽，但在半決賽不敵杜尚·拉約維奇而無緣決賽。之後10月他贏得巴塞隆拿挑戰賽單打冠軍，使他單打世界排名首次進入前100名。
卡鲁索在2020年的表現不及上一年突出，但仍能在美網單打中打進第三輪，輸給安德烈·魯布列夫而出局。之後舉行的意大利网球公开赛，卡鲁索在第一輪擊敗坦尼斯·桑德格倫，取得大師賽首勝，但在第二輪不敵喬科維奇。2020年索非亚公开赛中，他擊敗世界排名21的费利克斯·奥热-阿利亚西姆，打進這賽事八強，賽後使他個人單打世界排名取得第76名的個人紀錄新高。
卡鲁索在2022年澳大利亚网球公开赛資格賽中落敗而無緣這大滿貫，可是由於喬科維奇因為被澳洲拒絕入境，使卡鲁索能以幸運落敗者身份參加澳網。他在第一輪不敵米奥米尔·凯茨曼诺维奇而出局。

## 巡迴賽決賽及冠軍
下述資訊一概出自ATP Tour官方網站的記載。

### 單打
| 賽事          |
| ------------- |
| 大滿貫 (0)    |
| ATP巡迴賽 (0) |
| 挑戰賽 (2)    |

| 賽果 | 日期       | 類型   | 巡迴賽         | 地面 | 對手                | 比分          |
| ---- | ---------- | ------ | -------------- | ---- | ------------------- | ------------- |
| 負   | 2017年8月  | 挑戰賽 | 意大利比耶拉   | 硬地 | 菲利普·克拉伊諾維奇 | 3–6, 2–6      |
| 冠軍 | 2018年9月  | 挑戰賽 | 意大利科莫     | 泥地 | 克里斯蒂安·加林     | 7–5, 6–4      |
| 冠軍 | 2019年10月 | 挑戰賽 | 西班牙巴塞隆納 | 泥地 | 約瑟夫·科瓦里克     | 6–4, 6–2      |
| 負   | 2020年10月 | 挑戰賽 | 意大利帕爾馬   | 泥地 | 弗朗西斯·蒂亚福     | 3–6, 6–3, 4–6 |

### 雙打
| 賽事          |
| ------------- |
| 大滿貫 (0)    |
| ATP大師賽 (0) |
| ATP巡迴賽 (0) |
| 挑戰賽 (1)    |

| 賽果 | 日期       | 類型   | 巡迴賽         | 地面     | 拍擋              | 對手                                  | 比分             |
| ---- | ---------- | ------ | -------------- | -------- | ----------------- | ------------------------------------- | ---------------- |
| 負   | 2015年5月  | 挑戰賽 | 意大利维琴察   | 泥地     | 费代里科·加约     | 法昆多·巴尼斯 吉多·佩拉               | 2–6, 4–6         |
| 負   | 2016年7月  | 挑戰賽 | 意大利托迪     | 泥地     | 亞歷山德羅·詹內西 | 马塞洛·德莫里内 法夫里西奥·奈斯       | 1–6, 6–3, [6–10] |
| 冠軍 | 2017年7月  | 挑戰賽 | 意大利佩鲁贾   | 泥地     | 若纳唐·埃塞里克   | 尼可拉斯·基克 法夫里西奥·奈斯         | 6–3, 6–3         |
| 負   | 2018年10月 | 挑戰賽 | 意大利佛罗伦萨 | 泥地     | 菲利波·巴尔迪     | 拉米兹·朱奈德 戴维·佩尔               | 5–7, 6–3, [7–10] |
| 負   | 2020年2月  | ATP500 | 巴西里約熱內盧 | 泥地     | 费代里科·加约     | 馬塞爾·格拉諾列爾斯 奥拉西奥·塞瓦略斯 | 4–6, 7–5, [7–10] |
| 負   | 2021年10月 | 挑戰賽 | 法國布雷斯特   | 室內硬地 | 费代里科·加约     | 萨迪奥·敦比亚 法比安·勒布尔           | 6-4, 3–6, [3-10] |

## 外部連結
- 萨尔瓦托雷·卡鲁索（英文/西班牙文）的官方資料